# Red House Painters (Bridge)
Cet article concerne le troisième album du groupe. Pour le groupe, voir Red House Painters. Pour leur deuxième album, voir Red House Painters (Rollercoaster).
Albums de Red House Painters
Red House Painters
(1993) Ocean Beach
(1995)
Red House Painters (aussi connu sous le nom de Bridge pour le distinguer de l'album précédent, aussi éponyme et couramment nommé Rollercoaster) est le troisième album des Red House Painters sorti en 1993 sous le label 4AD. Cet album est constitué principalement de titres enregistrés lors des sessions de Rollercoaster.

## Track listing
1. "Evil" – 7:20
2. "Bubble" – 5:31
3. "I Am a Rock" – 5:32
4. "Helicopter" – 5:22
5. "New Jersey" – 4:24
6. "Uncle Joe" – 5:58
7. "Blindfold" – 8:26
8. "The Star-Spangled Banner" – 2:28
9. "Shock Me" - 4:47
10. "Sundays And Holidays" - 3:00
11. "Three-Legged Cat" - 1:41
12. "Shock Me" (Acoustique) / (Sans Titre Instrumental) - 10:40